# Carl Smith
Carl Edvard Smith (Karlskrona, 12 de julho de 1843 – 25 de julho de 1928) foi um oficial naval sueco e um dos primeiros promotores da canoagem. Como oficial naval, ele teve uma carreira de sucesso, alcançando o posto de kommendörkapten (comandante) e se tornando um membro da Real Academia Sueca de Ciências da Guerra e da Real Sociedade Sueca de Ciências Navais. Por oito anos, ele foi o chefe das defesas permanentes de minas navais da Suécia. Além de sua carreira militar, Smith foi fundamental na introdução da canoagem como um esporte na Suécia. Após um encontro com uma canoa em Malta em 1871, que despertou seu entusiasmo, ele começou a propagar a canoagem por meio de artigos e livros, e por meio do design e construção de canoas ele mesmo. Ele foi chamado de "pai do esporte de canoagem sueco".

## Histórico biográfico e carreira naval
Carl Smith nasceu em Karlskrona em 1843. Ele seguiu uma carreira naval e se tornou um sekundlöjtnant (um posto subalterno) em 1864. Em 1870, ele foi promovido a löjtnant (subtenente) e em 1881 a capitão. Em 1890, ele foi elevado a kommendörkapten (comandante) e ao mesmo tempo feito chefe do departamento da Marinha Sueca responsável pelas defesas permanentes de minas do país (fasta minförsvaret). Ele manteria a posição até 1898 e renunciou ao serviço ativo um ano depois. Ele era membro da Real Academia Sueca de Ciências da Guerra e da Real Sociedade Sueca de Ciências Navais. Ele morreu em 25 de julho de 1928.

## Introdução da canoagem esportiva na Suécia

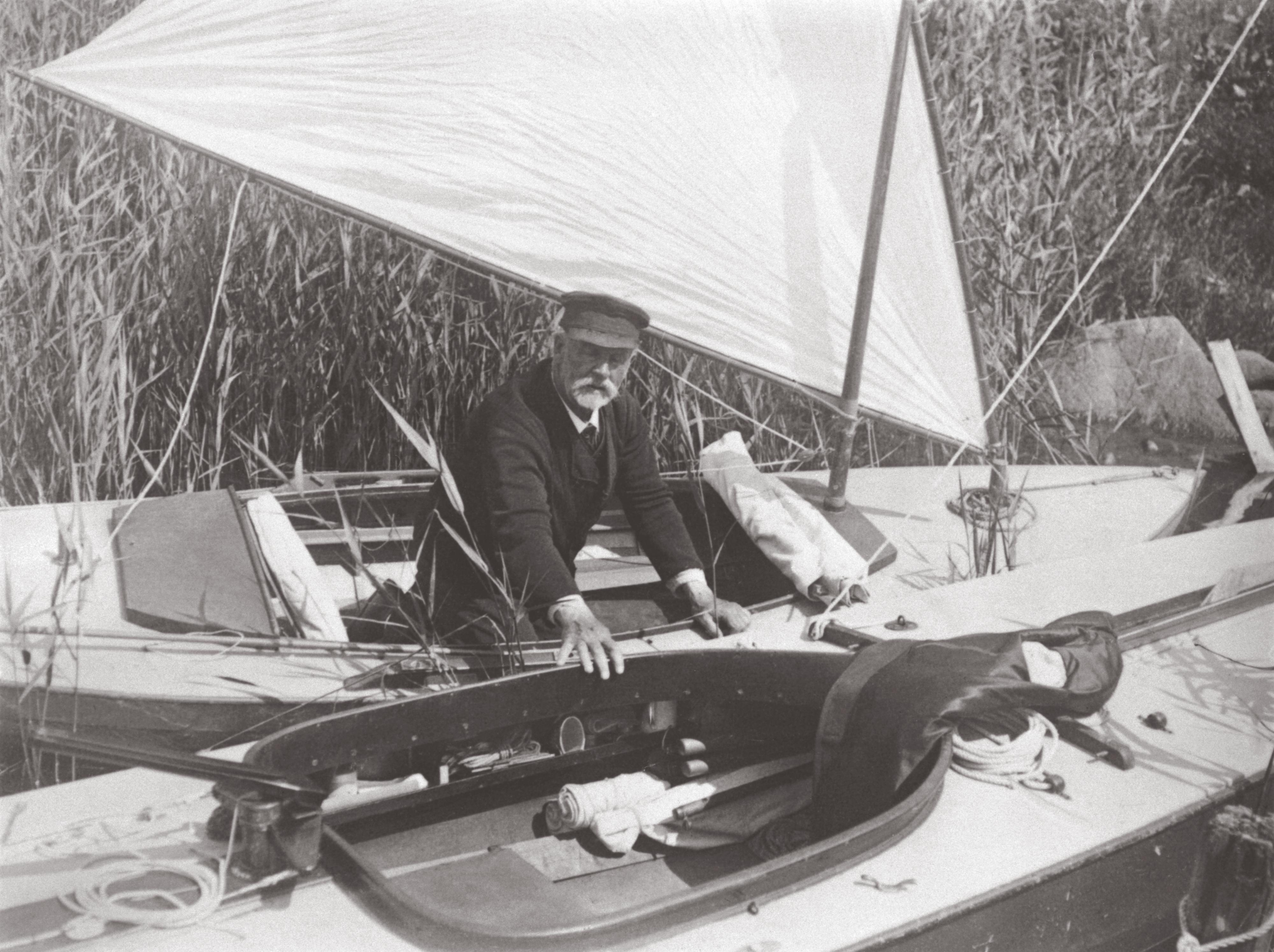
Smith em uma das canoas que ele projetou, c. 1915

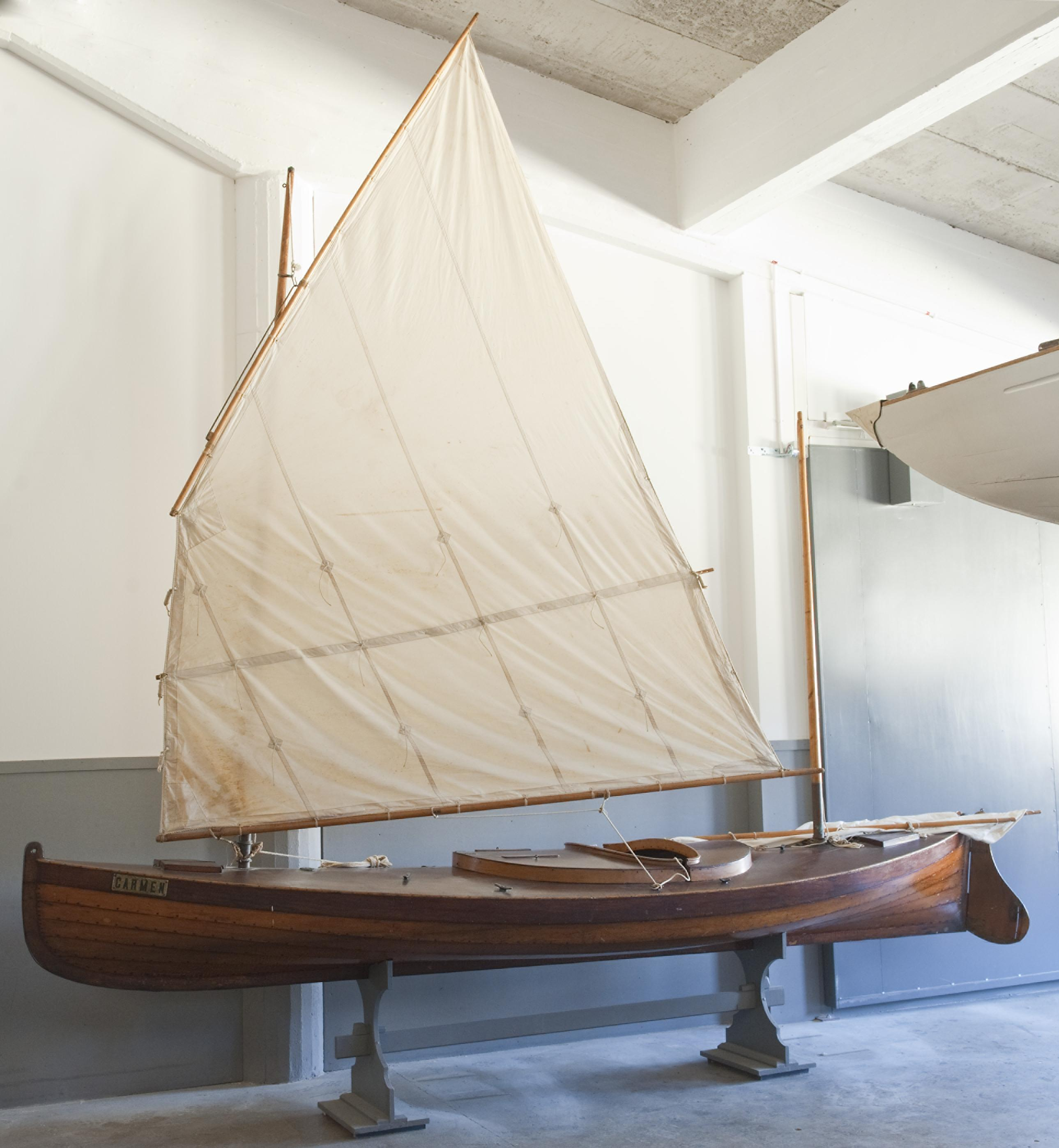
Carmen, uma canoa projetada por Smith em 1882 e que levou à circunavegação Vanadis da Terra em 1883-1885.

Além de sua carreira militar, Smith foi fundamental na introdução da canoagem como esporte na Suécia. Ele é conhecido como o "pai da canoagem esportiva sueca" pela Federação Sueca de Canoagem. Já em sua juventude, Smith demonstrou grande interesse pela construção de barcos e navios. Enquanto estava a bordo da corveta a vapor sueca Gefle durante uma viagem ao Mar Mediterrâneo em 1871, ele encontrou uma canoa em Malta, um encontro que despertou seu entusiasmo.
Na época, a canoagem era amplamente desconhecida na Escandinávia, embora John MacGregor tenha visitado a Suécia em 1865 com sua canoa à vela Rob Roy, e oficiais navais suecos tenham entrado em contato com canoas em águas internacionais. Smith foi, no entanto, um promotor ativo da canoagem, principalmente como colaborador de uma revista de esportes publicada por seu primo Viktor Balck (um dos membros originais do Comitê Olímpico Internacional). Ele também escreveu em outras revistas e, entre 1880 e 1883, foi editor adjunto da Ny Illustrerad Tidning. Além disso, ele publicou vários livros sobre tópicos náuticos. Quando o Stockholm Canoe Club (Föreningen för Kanot-Idrott) foi fundado por um grupo de adolescentes em 1900, Smith se tornou um mentor para eles.
Carl Smith também foi ativo como designer e construtor de canoas. Ele deixou para trás pelo menos 36 modelos de barcos e canoas de meio casco, bem como muitos desenhos e plantas. Alguns de seus projetos eram experimentais; ele, por exemplo, tentou fazer canoas de chapa metálica e papelão. Outros projetos foram mais bem-sucedidos; cerca de 100 canoas à vela do tipo Helsa projetadas por Smith foram produzidas. Entre elas, uma, batizada de Carmen e construída em 1882, foi trazida na fragata Vanadis em sua circum-navegação da Terra em 1883–1885 e usada na Patagônia e na costa do Peru.